# Jacob Israël de Haan

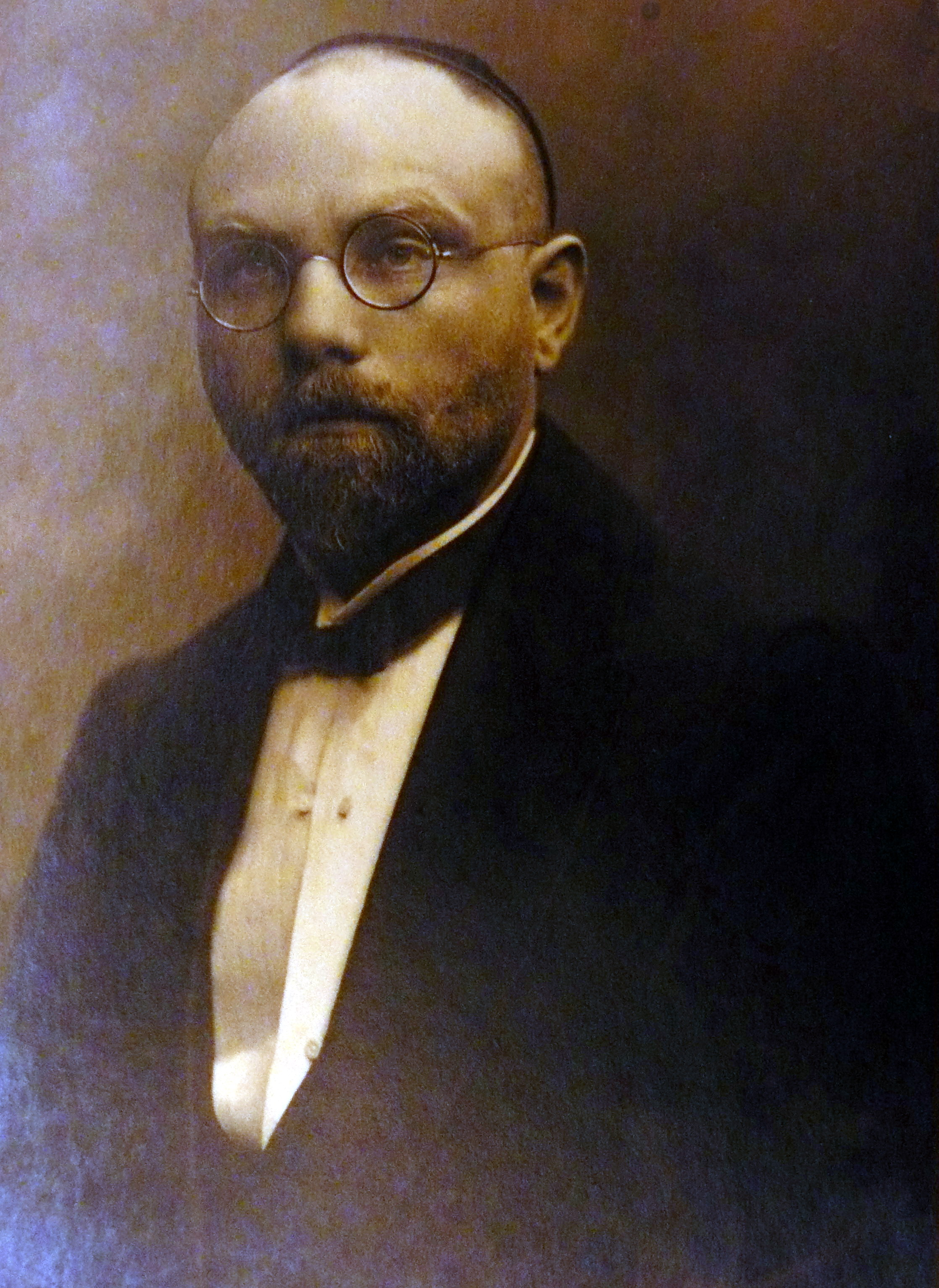
Jacob Israël de Haan

Jacob Israël de Haan (hebräisch יעקב ישראל דיהאן bzw. יעקב ישראל דה האן geboren am 31. Dezember 1881 in Smilde; gestorben am 30. Juni 1924 in Jerusalem) war ein niederländischer Rechtsanwalt, Jurist, Journalist, Dichter und Schriftsteller. Er wurde am 30. Juni 1924 aufgrund seiner politischen Haltung von der zionistischen Untergrundorganisation Hagana ermordet.

## Frühe Jahre
De Haan wurde in Smilde, einem Dorf in der nördlichen niederländischen Provinz von Drenthe geboren. Er wuchs in Zaandam auf. De Haan war eines von acht Kindern und erhielt eine traditionelle jüdische Erziehung. Sein Vater Yitzchak HaLevi de Haan war ein Chasan. Eine der Schwestern, Carry de Haan (* 1. Januar 1881; † 16. November 1932), war eine bedeutende niederländische Autorin, die unter dem Namen Carry van Bruggen schrieb.
De Haan arbeitete nach seiner Ausbildung als Lehrer und studierte zwischen 1903 und 1909 Rechtswissenschaften. Er schrieb während dieser Jahre in sozialistischen Publikationen. De Haan war ein Freund von Frederik van Eeden und Arnold Aletrino, beide niederländische Autoren und Ärzte.
De Haan lebte in Amsterdam, im Stadtteil De Pijp, wo er 1904 die Novelle Pijpelijntjes schrieb, welche von der Öffentlichkeit kontrovers aufgenommen wurde. In dieser homoerotischen Erzählung schildert er kaum verklausuliert sein eigenes promiskuitives Leben mit homosexuellen Affären. Das Buch führte im Laufe der Kontroverse zur Entlassung von de Haan als Lehrer und zu seinem Ausschluss aus sozialdemokratischen Kreisen.
1907 heiratete de Haan die Ärztin Johanna van Maarseveen. 1919 trennte sich das Ehepaar. Eine offizielle Ehescheidung hingegen erfolgte zeit ihres Lebens nicht. 1908 veröffentlichte de Haan einen zweiten kontroversen Roman Pathologieën, in dem die Sorgen und das Glück einer sadomasochistischen Beziehung beschrieben werden. Der Roman erhielt aber weniger öffentliche Aufmerksamkeit als seine in den folgenden Jahren von 1914 bis 1921 erschienenen Prosawerke und Sketche.

## Engagement für den Zionismus und Abreise nach Jerusalem: Leben im Mandatsgebiet Palästina

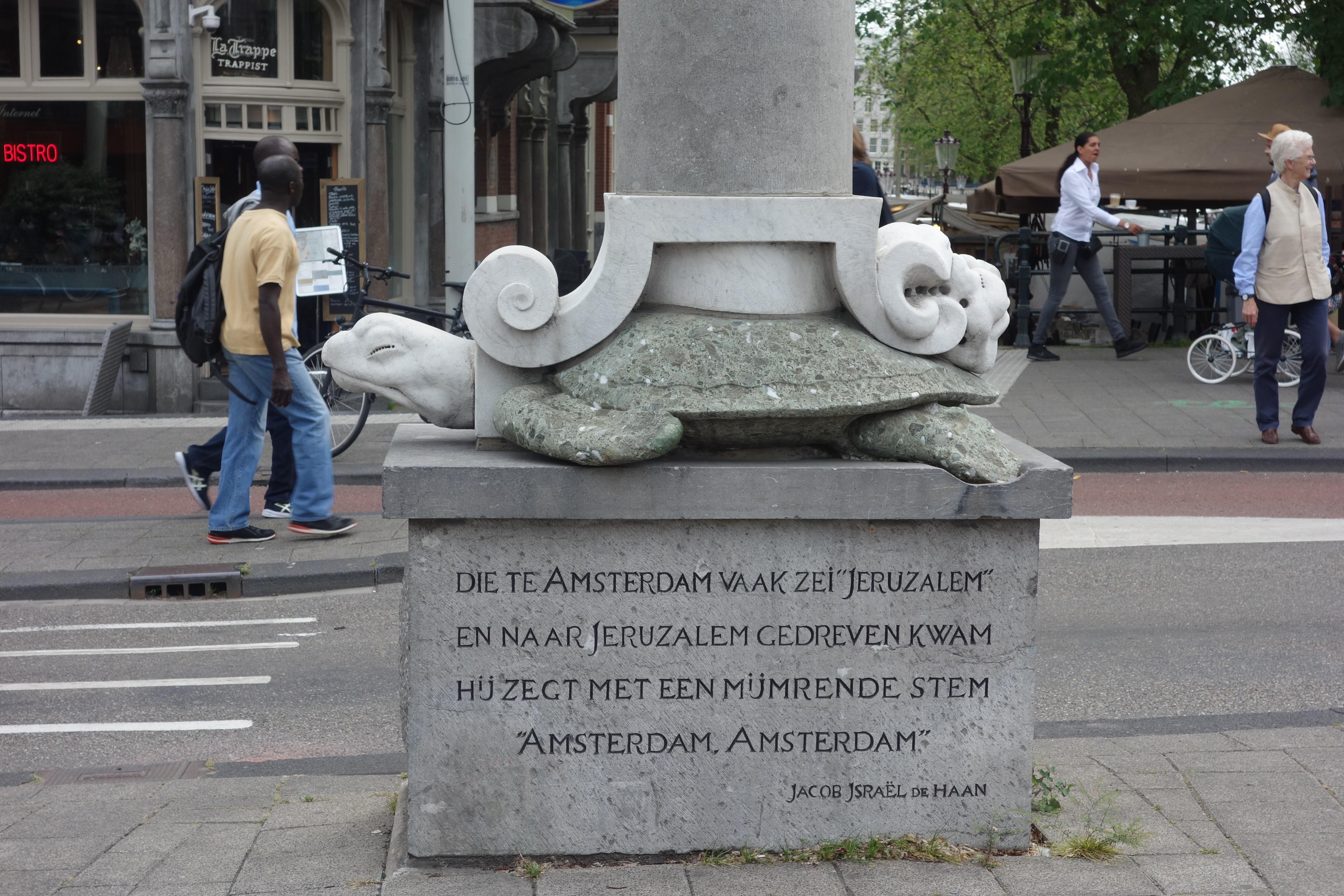
Gedicht von De Haan in Amsterdam

Ab 1910 entwickelte de Haan ein verstärktes Interesse am Judentum, an Eretz Israel und dem Zionismus. Dieses Interesse de Haans war unter anderem ein Resultat aus der massenweisen Verhaftung von Juden im zaristischen Russland, seinem Interesse am Bolschewismus und seinem Engagement zur Befreiung der inhaftierten russischen Juden. De Haan reiste als Diplomat nach Russland mit einem Brief der niederländischen Königin Wilhelmina. In den folgenden zwei Jahren setzte er sich in Russland für die Freilassung von russischen, jüdischen Gefangenen ein und lernte in dieser Zeit die Folgen von Antisemitismus kennen.
Im Internet „Journal The Exquisite Corpse-A Journal of Letters and Life“ schreibt Ludy Giebels über de Haan:

„1919, zwei Jahre nach der Balfour-Deklaration, machte dieser Dichter des jüdischen Liedes den nächsten logischen Schritt und emigrierte nach Palästina, ‚begierig am Wiederaufbau von Land, Volk und Sprache zu arbeiten,‘ wie es de Haan in seinem Einreiseantrag an Chaim Weizmann ausdrückte. Derselbe Brief lässt eine innere Gelassenheit erahnen. Falsche Bescheidenheit gehörte nie zu seinen Schwächen. Mit einer Mischung aus den Zweifeln eines Märtyrers, so wie viele zionistische Auswanderer sie hatten, und dem Stolz, sich in gut etablierter Position zu befinden, schrieb de Haan: ‚Ich verlasse Holland nicht, um meine Lage zu verbessern. Weder materiell noch intellektuell wird mein Leben in Palästina meinem Leben hier entsprechen. Ich gehöre zu den besten Dichtern meiner Generation und bin einzig bedeutende jüdische Dichter, den Holland jemals hatte. Es ist schwierig, das alles aufzugeben.‘ Das Palästina, das de Haan an einem hässlichen stürmischen Wintertag im Januar 1919 betrat, war alles andere als ein unkompliziertes Land. Es befand sich wohl in den verwirrendsten politischen Bedingungen, als die Versailler Waffenstillstandsverhandlungen gerade begannen. Man könnte dies eine natürliche Umgebung für einen so verschrobenen Menschen nennen. Es war ein ‚doppelt verheißenes Land‘, versprochen war es den Arabern während des arabischen Aufstandes durch T. E. Lawrence, wie er es in den ‚Sieben Säulen der Weisheit‘ beschreibt, und versprochen war es den Juden (oder besser gesagt den Zionisten) durch die Balfour-Deklaration, die die Errichtung einer jüdischen Heimstatt versprach. De Haan kam an als ein inbrünstiger, ja fanatischer Zionist. Tatsächlich berichtet der erste geheime zionistische Bericht, der über ihn angefertigt wurde, von seinen eifernden antiarabischen Bemerkungen, die er auf einer Party von sich gegeben hat.“

De Haan wurde zunehmend im religiösen Bereich tätig und engagierte sich diesbezüglich. Er schrieb Artikel über Israel und den Zionismus, bevor er 1919 nach Palästina zog, wo er sich in Jerusalem niederließ. Er unterrichtete an der neuen rechtswissenschaftlichen Fakultät in Jerusalem und schickte Artikel zur niederländischen Zeitung Algemeen Handelsblad, einer der bedeutendsten niederländischen Tageszeitungen, und zur Wochenzeitung De Groene Amsterdammer. De Haan beteiligte sich anfangs an der religiös-zionistischen Misrachi in Palästina. Aber als er den Rabbiner Joseph Chaim Sonnenfeld kennenlernte, den Anführer der nicht-zionistischen Haredi-Juden, wurde er Mitglied in einer Haredi-Gruppe in Jerusalem und schließlich deren politischer Sprecher. De Haan wurde innerhalb des orthodox-jüdischen Lagers zu einem bedeutenden Kopf. Er war der Ansicht, dass der Kampf zwischen Juden und Arabern beendet werden müsse und nicht durch Krieg und Konflikt gelöst werden dürfe. Mit dieser Ansicht war De Haan innerhalb der säkularen zionistischen Führer jener Zeit umstritten.
In seinem Gedichtebuch Kwatrijnen („Vierzeiler“) schrieb De Haan über seine sexuellen Kontakte zu bi- und homosexuellen Männern. Das Buch wurde nach seinem Tod in Amsterdam 1924 veröffentlicht. In einem dieser veröffentlichten Gedichte schrieb de Haan:
Twijfel.

Wat wacht ik in dit avonduur,

De Stad beslopen door de slaap,

Gezeten bij de Tempelmuur;

God of de Marokkaanse Knaap?
Zweifel. (Deutsche Übersetzung)

Worauf warte ich in dieser Abendstunde

– Die Stadt von Schlaf beschlichen –

Sitzend an der Tempelmauer:

Gott oder den marokkanischen Jungen?
Zweifel. (Deutsche Übertragung)

Worauf warte ich hier unterm Abendstern,

– Die Stadt vom Schlafe übermannt –

Sitzend an der Tempelwand?

Auf den jungen Marokkaner oder Gott, den Herrn?
Zweifel. (Deutsche Übertragung)

Den Abend lang, wen habe ich ersehnt,

die Stadt lag still von Schlaf durchdrungen,

am Tempel ich, fest an die Wand gelehnt,

Gott oder den Marokko-Jungen?

## Ermordung und posthume Bewertungen

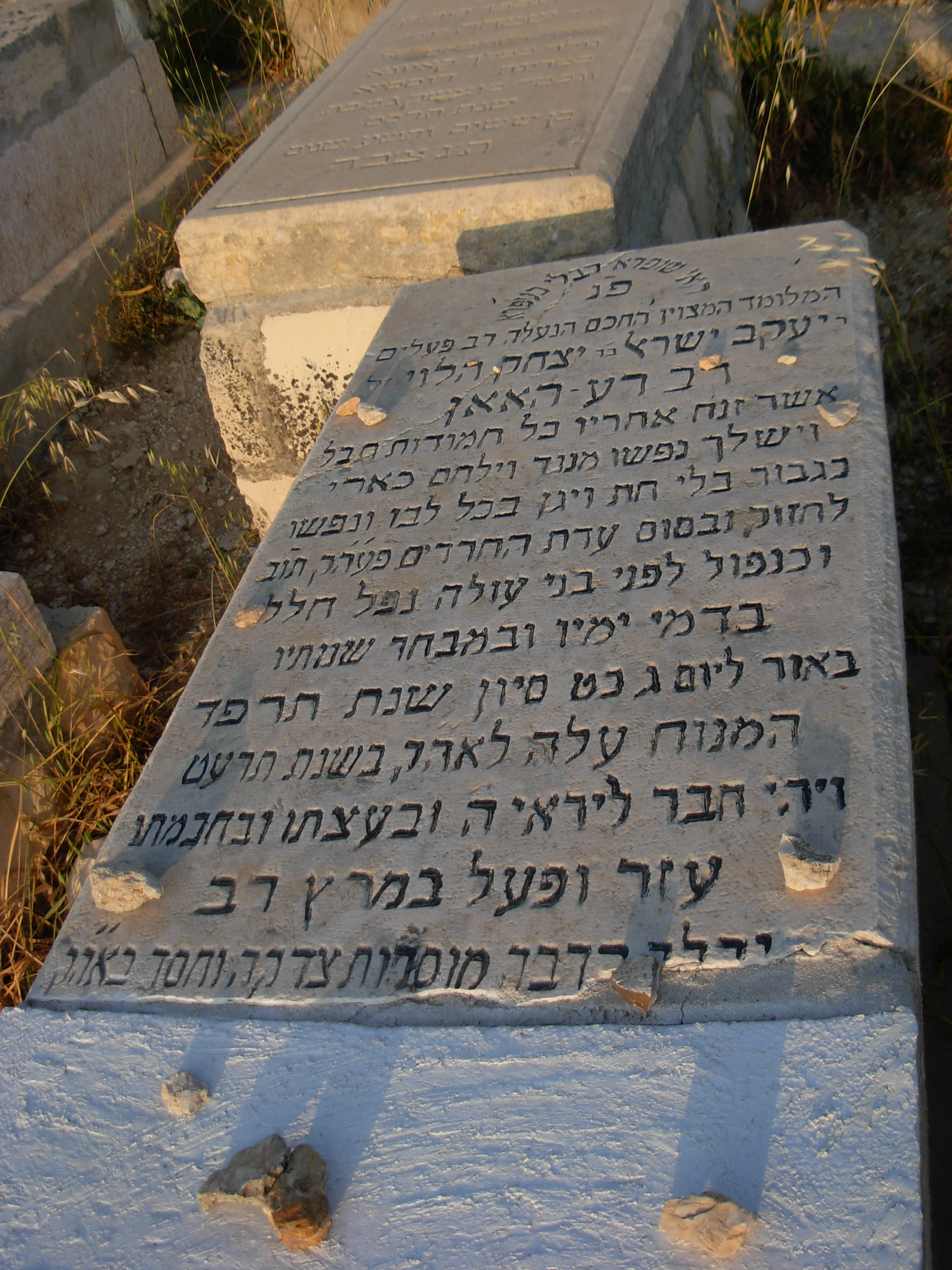
Das Grab de Haans auf dem Jüdischen Friedhof am Ölberg

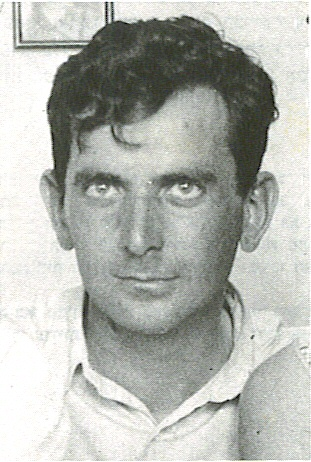
Avraham Tehomi, der Auftragsmörder von Jacob Israël de Haan

Am 30. Juni 1924 wurde de Haan von der Hagana ermordet. Jacob Israël de Haan wurde auf dem Jüdischen Friedhof am Ölberg begraben.
Seine Ermordung wurde in dem Buch De Haan: The first political assassination in Palestine, geschrieben von Shlomo Nakdimon und Shaul Mayzlish, dokumentiert (hebräische Ausgabe, Modan Press, Tel Aviv 1985). Die Autoren interviewten für ihr Buch 1985 den Auftragsmörder Avraham Tehomi (1903–1991), der als Geschäftsmann mittlerweile in Hongkong lebte. Tehomi erklärte in einem von Nakdimon verfassten Fernsehbericht:

„Ich habe das getan, was die Hagana entschieden hatte. Nichts wurde ohne den Befehl Jizchak Ben Zwis (der spätere zweite Präsident Israels) getan … Ich bedauere nichts, denn er (de Haan) wollte die gesamte Idee des Zionismus zerstören.“

Aufgrund seiner Forderung nach einem friedlichen Lösungsweg zur Erringung eines eigenen Staates Israel war er der Gruppierung innerhalb der zionistischen Bewegung, die dieses Ziel durch Konflikt und Krieg erringen wollte, ein politisches Hindernis. Der Führer der orthodoxen Juden, der Rabbiner Joseph Chaim Sonnenfeld, hatte de Haan als diplomatischen Vertreter gewählt, um auf diplomatischer Ebene die Position der Orthodoxen zu vertreten. Über de Haans Zusammentreffen mit Lord Northcliffe, einem führenden englischen Publizisten, in Alexandria (Ägypten) schreiben die Autoren:

„Er sprach über die Tyrannei der offiziellen zionistischen Bewegung. Die Journalisten der Northcliffe Partei berichteten das alles schadenfroh zu Hause. Als ein Ergebnis dieses Kontakts wurde De Haan als Korrespondent für den Daily Express engagiert, ein ‚Ein-Penny-Blatt‘, das sich mit den täglichen Skandalen befasste. In holländischen Kreisen wurde er schon als Volksverräter, als Verräter seines eigenen Volkes, angesehen und jetzt verbreitete er seine Ansichten über Großbritannien und sein Weltreich. Obwohl seine Artikel kurz im Vergleich zu seinen Artikeln im Handelsblatt waren (die Neuigkeiten aus dem Nahen Osten im Daily Express beschäftigten sich mehr mit den Geheimnissen des Grabes Tut-Ench-Amuns im Tal der Könige in Ägypten als mit der komplexen Politik in Palästina) wurden die Zionisten sowohl in London als auch in Palästina sehr nervös. Von diesen kritischen Berichten ging für einen Juden, der auf einem so heißen Pflaster lebte und arbeitete, eine große potentielle Gefahr aus.“

De Haans Ermordung war der erste politische Mord in der jüdischen Gemeinschaft in Palästina und löste eine Kontroverse aus. Der Autor und Publizist Moshe Beilinson schrieb hierüber:

“The flag of our movement must not be tarnished. Neither by the blood of the innocent, nor by the blood of the guilty. Otherwise – our movement will be bad, because blood draws other bloods. Blood always takes revenge and if you walk down this path once, you do not know where it would lead you.”

„Die Flagge unserer Bewegung darf nicht besudelt werden. Weder durch das Blut Unschuldiger noch durch das Blut Schuldiger. Andernfalls wird unsere Bewegung schlecht werden, denn Blutvergießen zieht weiteres Blutvergießen nach sich. Blutvergießen zieht immer Rache nach sich und wenn du dich einmal auf diesen Pfad begeben hast, weißt du nicht, wohin er dich führen wird.“

1932 verarbeitete der Autor Arnold Zweig den Charakter und die Ermordung de Haans in seinem Roman De Vriendt kehrt heim. Des Weiteren schrieb der israelische Autor Chaim Be’er das Buch Notzot, in dem ein fiktionaler Charakter auf De Haan basiert.
In ultraorthodoxen Kreisen gilt de Haan als Märtyrer, der von säkularen Juden ermordet wurde. Während der 1980er Jahre versuchte die ultraorthodoxe Gemeinde in Jerusalem, den Namen von Zupnik Garden in De Haan zu ändern. Dieses Vorhaben scheiterte jedoch.
Verschiedene Zionisten haben de Haans Homosexualität als Grund und als Rechtfertigung für den Mord genannt. Der Mörder Tehomi hingegen verneint solche Beweggründe und äußerte:

„Ich habe weder davon gewußt noch davon gehört … was geht es irgendwen an, was jemand bei sich zu Hause macht?“

Eine Zeile (Naar vriendschap zulk een mateloos verlangen „Nach Freundschaft solch ein maßloses Verlangen“) aus de Haans Gedicht Aan eenen jongen visscher („An einen jungen Fischer“) befindet sich als Inschrift im niederländischen Denkmal Homomonument in Amsterdam.
Zvi Landsman widmete de Haan einen Dokumentarfilm mit dem Titel The Visitor. Mysteries of the Life and Murder of Jacob Israel de Haan.

## Werke de Haans

### Dichtung
Zwischen 1900 und 1908 veröffentlichte De Haan Dichtung in zahlreichen Magazinen.
- 1914 – Libertijnsche liederen. Van Kampen, Amsterdam 1914, OCLC 905659993 (96 S.; Volltext und PDF – Digitale Bibliotheek voor de Nederlandse Letteren [DBNL]).
- 1915 – Het Joodsche lied. Eerste boek. Versluys, Amsterdam 1915, OCLC 1070692266 (233 S.; Volltext und PDF – DBNL).
- 1917 – Liederen. P. N. van Kampen & zoon, Amsterdam 1917, OCLC 459696652 (142 S.; DNBL).
- 1919 – Een nieuw Carthago. J. van Krimpen, 's-Gravenhage 1919, OCLC 905775209 (39 S.; Volltext und PDF – DBNL).
- 1921 – Het Joodsche lied. Tweede boek (= Nederlandsche bibliotheek. Band 45). Mij. voor Goede en Goedkoope Lectuur, Amsterdam 1921, OCLC 82867034 (160 S.; DBNL).
- 1924 – Kwatrijnen. P. N. van Kampen & zoon, Amsterdam 1924, OCLC 16142805 (DBNL).
  - dt.: Quartette. lyrisches Tagebuch einer Emigration. Aus dem Niederländischen von Olaf Knechten. Mit einem Nachwort von Ido Harari. Männerschwarm Verlag, Berlin 2025, ISBN 978-3-86300-083-7.
- 1952 – Verzamelde gedichten. 2 Bände. Hrsg.: K. Lekkerkerker. G. A. van Oorschot, Amsterdam 1952, OCLC 551337475 (eingeschränkte Vorschau: Band 1, Band 2 in der Google-Buchsuche).
- 1982 – Ik ben een jongen te Zaandam geweest. Hrsg. von Gerrit Komrij. Bert Bakker, Amsterdam 1982, ISBN 90-6019-812-3 (231 S.; eingeschränkte Vorschau – HathiTrust).

### Prosa
- 1904 – Pijpelijntjes. Kruseman, 's-Gravenhage 1974, OCLC 90-233-0301-6 (243 S.; eingeschränkte Vorschau in der Google-Buchsuche; DBNL; Audio – Internet Archive).
  - Pijpelijntjes. De tweede versie. Nijgh & Van Ditmar, Amsterdam 1991, ISBN 90-388-3741-0 (203 S.; basierend auf der 2. Auflage. Van Cleef, Amsterdam 1904).
- 1904 – Kanalje. G. J. Lankkamp, Deventer 1904, OCLC 64376019 (72 S.); Nachdruck: Kanalje en Opstandige liedjes. In: De Engelbewaarder. Kwartaalschrift van de Stichting Vrieden van het Amsterdamsch Litterair Café „De Engelbewaarder“. ISSN 0166-123X, Jg. 2, Nr. 6. 2. Auflage. Amsterdam 1977, OCLC 255168753 (eingeschränkte Vorschau in der Google-Buchsuche).
- 1907 – Ondergangen van de zon. In: De Nieuwe Gids. Band 23, Heft 11 (1908), ZDB-ID 400658-6. Nachdrucke: De Lange Afstand, Zutphen 1994, OCLC 66275671 ([4] S.) sowie (= De Grote Nederlandse Letterproef. Band 43). De Dwarsbomen, [s.l.] 1998, OCLC 68003746 ([2] Bl.).
- 1907–1910 – Besliste volzinnen (= De Beuk. 1. ser. B, deel 2). De Beuk / Stichting voor Literaire Publicaties, Amsterdam 1954, OCLC 33486714 (34 S.).
- 1908 – Pathologieën. De ondergang van Johan van Vere de With. Meindert Boogaerdt Jun., Rotterdam 1908, OCLC 63422589 (318 S.; DBNL).
  - dt.: Pathologien. Der Untergang des Johan van Vere de With (= Bibliothek rosa Winkel. Band 82). Übersetzung von Olaf Knechten. Anhang: Die Erlebnisse des Helenus Marie Golesco [Erstveröffentlichung in Niederländisch in: De Gids. 1976]. Nachwort von Gert [Gerhardus] Hekma. Männerschwarm Verlag, Berlin 2024, ISBN 978-3-86300-082-0 (359 S.).
- 1983 – Nerveuze vertellingen. Bakker, Amsterdam 1983, ISBN 90-351-0039-5 (113 S.; zuerst erschienen in verschiedenen Zeitschriften zu Beginn des 20. Jh.).

### Juristische Schriften
- 1916 – Wezen en taak der rechtskundige significa. Van Kampen, Amsterdam 1916, OCLC 64459636 (32 S.; handle.net).
- 1916 – Rechtskundige significa en hare toepassing op de begrippen: „Aansprakelijk, verantwoordelijk, toerekeningsvatbaar“. W. Versluys, Amsterdam 1916 OCLC 8267618 (Dissertation, Amsterdam; 273 S.; handle.net).
- 1919 – Rechtskundige significa. Johannes Müller, Amsterdam 1919, OCLC 781538095 (154 S.; handle.net).

### Journalistische Veröffentlichungen
- 1912 – In Russische gevangenissen. In: De Beweging. Jg. 8 (November 1912), Nr. 4, S. 1–45 (DBNL; siehe auch OCLC 1163791931).[7]
  - 1913 – In Russische gevangenissen. Amsterdamsche boekhandel, Amsterdam 1913; 2. Auflage, Wereldbibliotheek, Amsterdam 1986, ISBN 90-284-1511-4 (vlebooks.com [zugangsbeschränkt]).
- 1922 – Jeruzalem im Project Gutenberg (DBNL).